# Part-Time Lover
Part-Time Lover is een nummer van de Amerikaanse muzikant Stevie Wonder uit 1985. Het is de eerste single van zijn 20e studioalbum In Square Circle.
In het nummer verzorgt r&b-zanger Luther Vandross de achtergrondvocalen, samen met Philip Bailey van Earth, Wind & Fire, en Wonders ex-vrouw Syreeta Wright. Het nummer werd een grote hit in Noord-Amerika en West-Europa, en haalde in veel landen de nummer 1-positie, waaronder in de Amerikaanse Billboard Hot 100 en de Vlaamse Radio 2 Top 30. In de Nederlandse Top 40 haalde het nummer de 11e positie.